# Fiorde Última Esperanza

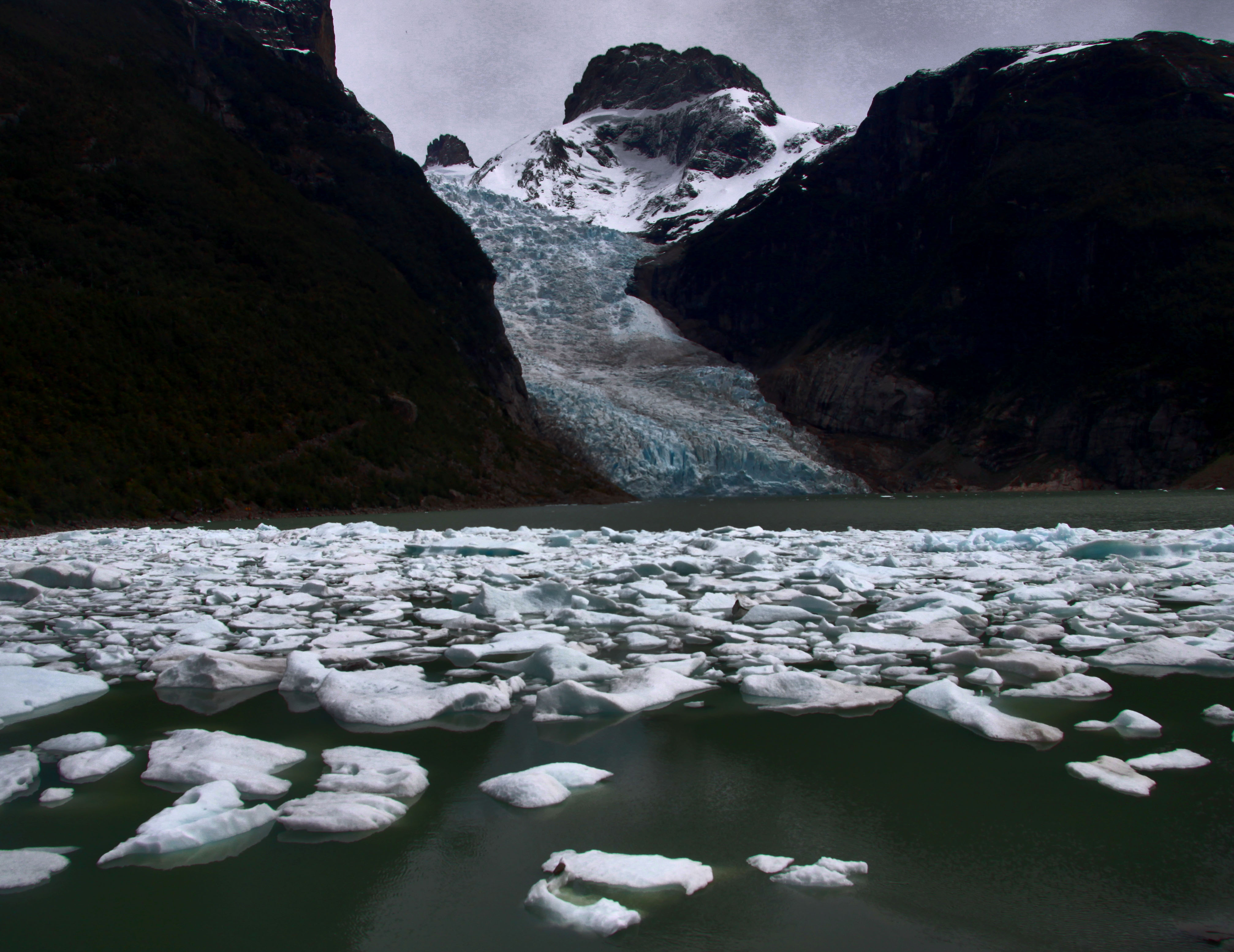
Geleira localizada às margens do Fiorde Última Esperanza.

O Seno Última Esperanza ou Fiorde Última Esperanza é um fiorde localizado próximo a Puerto Natales no sul do Chile. É particularmente conhecido por suas águas cristalinas e presença de rica biodiversidade, além de apresentar uma paisagem bastante atrativa, sendo ladeado por montanhas íngremes quase sempre recobertas com uma espessa camada de neve.
Administrativamente, é pertencente à Província de Última Esperança, inserida na região de Magalhães e Antártica Chilena.

## Origem do nome
A origem do nome "Última Esperanza" remonta às explorações marítimas do século XVI. O navegador espanhol Juan Ladrillero, ao explorar a região em busca do Estreito de Magalhães, acreditou ter encontrado uma possível passagem, a qual seria a última esperança para alcançar o Oceano Pacífico. Apesar de sua crença, o canal não era a passagem que ele procurava, mas o nome dado por ele ao local, continuou a ser usado pelos colonizadores que se estabeleceram na região.

## Ecologia
As águas deste fiorde são ricas em vida selvagem, abrigando diversas espécies de mariscos, aves marinhas, como cormoranes e petréis, além de mamíferos como leões marinhos e lobos marinhos. Em suas proximidades se localiza o Parque Nacional Torres del Paine, o qual também conta com rica fauna.